# Голубянка Аргали
Голубянка Аргали, или голубянка алтайская (лат. Neolycaena argali = Glaucopsyche argali) — бабочка из семейства голубянки. Эндемик Алтая.

## Описание
Размах крыльев около 23 мм. Окраска верхней стороны крыльев бледно-голубая с перламутровым нерадужным отливом. По внешнему краю крыльев проходит темно-коричневая кайма шириной около 1 мм, с выступами между жилками. Нижняя сторона крыльев светлая, коричнево-серого цвета. Рисунок на крыльях представлен внешним рядом чёрных пятен с белой каймой. На переднем крыле пятна более крупные, особенно к продольной средней линии крыла, на заднем — мелкие. Дискальное пятно выражено, с белым обводком. К основанию крыла находятся еще 1-2 пятна — внутренний ряд пятен.

## Ареал
Казахстан (Алтай, Курчумский хребет), Россия (Алтай).
Распространение в пределах Республики Алтай: хребет Курайский (долина р. Куяхтанар, Чаган-Узун), хребет Чихачева (массив Талдуаир), хребет Сайлюгем, восточные массивы хребтов Южно- и Северо Чуйского. Упоминание вида для окремтнойстей с. Иня (Онгудайский район) основывается, скорее всего, ошибочно определённом материале.

## Местообитания
Населяет предгорья и горные склоны. Бабочки встречаются по скалистым склонам, горным лугам на высотах до 1900—2500 м. над уровнем моря, нагорные степи, лиственничные редколесья и тундры.

## Биология
Лет бабочек в июне — начале июля. Кормовое растение гусениц на Алтае — остролодочник трагакантовый (Oxytropis tragacanthoides). Бабочки держатся вблизи куртин кормового растения гусениц, при облачности прячутся внутри них или под камни на осыпях. .

## Численность
Специальные учёты не проводились. В местах обитания численность довольно высокая. Основной лимитирующий фактор — локальность популяций.

## Замечания по охране
Занесён в Красную Книгу России (I категория — находящийся под угрозой исчезновения вид).